# Cantorjevo število
Cantorjevo števílo [kántorjevo ~] (tudi Catalan-Mersennovo število) je v matematiki pozitivno celo število oblike:
{\displaystyle c_{n+1}\equiv 2^{c_{n}}-1,\quad c_{0}\equiv 2;\quad n\geq 0\!\,.}
Eugène Charles Catalan je leta 1876 po Lucasovem odkritju praštevilskosti petega Cantorjevega števila {\displaystyle c_{4}} opazil, da so Cantorjeva števila med Mersennovimi števili, ki tvorijo Catalanovo zaporedje (OEIS A007013):
2, 3, 7, 127, 170141183460469231731687303715884105727, ...
vsa praštevila. Georg Ferdinand Cantor je domneval, da so vsa takšna števila praštevila. Znanih je le pet Cantorjevih praštevil. Ni znano ali je šesto Cantorjevo število:
{\displaystyle c_{5}=2^{c_{4}}-1=2^{170141183460469231731687303715884105727}-1\!\,}
praštevilo. Znano pa je, da nima prafaktorja manjšega od {\displaystyle 5\cdot 10^{51}}. Če je šesto Cantorjevo število sestavljeno, so sestavljena tudi vsa nadaljnja Cantorjeva števila.:53 Nekateri verjamejo, da je malo verjetno, da je {\displaystyle c_{5}} praštevilo, in, da je to še en zgled Guyjevega hudomušnega močnega zakona o majhnih številih.
Cantorjeva števila so poseben primer dvojnih Mersennovih števil oblike:
{\displaystyle M_{M_{p}}=2^{2^{p}-1}-1\!\,,}
kjer je p eksponent Mersennovih praštevil.